# Memphis Monroe
Memphis Monroe (Nueva Orleans, Luisiana; 23 de marzo de 1985) es una actriz pornográfica estadounidense. Su nombre artístico Memphis proviene del personaje principal del film 60 segundos y Monroe de Marilyn Monroe. Actualmente reside en Louisville, Kentucky.

## Biografía
Monroe comenzó a trabajar en un restaurante Hooters a los 16 años. Mientras trabajaba para Hooters posó para un calendario. Al cumplir 18 años, empezó a hacer de modelo para desnudos, en abril de 2005 empezó a actuar en películas para adultos.
En mayo de 2005 posó para la revista Hustler, dos meses después se enteró de que sería portada en la edición de diciembre de la revista. En noviembre de 2005 firmó un contrato en exclusiva para Hustler, convirtiéndose en la segunda chica tras Jessica Jaymes. En diciembre de 2006 renovó su contrato con ellos, pero en agosto de 2007 ella rompió el acuerdo. Posteriormente afirmó que era una despedida mutua, ya que quería trabajar independientemente y Hustler quería centrarse más en su casino y en su línea de ropa.

## Vida personal
Monroe conoció a su futuro esposo en lo que se suponía que era una aventura de una noche, pero ambos se seguían viendo después. 
Se casó en 2005 y se divorció en 2006.

## Premios
- 2009 Premio AVN Mejor escena de sexo lésbico en grupo por Cheerleaders.[7]